# 뇌전증
뇌전증(腦電症, epilepsy) 또는 간질(癎疾)은 이유 없는 발작을 특징으로 하는 만성적인 신경질환이다. 대뇌 피질에서의 비정상적이고 강렬한 흥분이 발작의 원인이 되며, 발작의 길이와 주기는 다양하고 특별한 전조증상은 없다. 유발 요인이 없는 발작이 두 번 이상 발생하면 뇌전증으로 진단된다. 단, 한 번의 발작만 있더라도 재발 가능성을 임상적으로 예측할 수 있다면 국제뇌전증연맹(ILAE)의 정의에 따라 뇌전증으로 간주될 수 있다.
뇌전증 발작은 뇌에서 일어나는 비정상적인 전기 활동으로 인해 짧고 거의 감지되지 않을 정도의 약한 발작부터 격렬한 떨림이 길게 지속되는 발작까지 다양하다. 이러한 발작은 직접적인 골절이나 사고 유발 등 부차적인 외상의 원인이 되기도 한다. 뇌전증에서는 발작이 반복되는 경향이 있으며, 명확히 확인할 수 있는 기저 원인이 없는 경우도 있다. 중독 등 특정 원인으로 유발된 단발성 발작은 뇌전증으로 간주되지 않는다. 뇌전증 환자는 발작 증상의 충격적인 특성으로 인해 지역과 문화에 따라 사회적 낙인이나 차별을 경험하기도 한다.
뇌전증 발작의 근본적인 기전은 대뇌 피질에서 일어나는 과도하고 비정상적인 신경 활동이며, 이는 뇌전도(EEG)나 뇌자도(MEG) 등 뇌파 기록 장치를 통해 관찰할 수 있다. 대부분의 뇌전증에서 이러한 현상이 일어나는 원인은 밝혀지지 않아 특발성 질환으로 분류되며, 일부 뇌 손상, 뇌졸중, 뇌종양, 뇌 감염, 또는 출생시 결함 같은 원인에 의해 발생하기도 한다. 이는 ‘뇌전증 발생기전’(epileptogenesis)으로 알려진 과정을 통해 일어난다. 비록 소수의 사례에 한정되긴 하나 유전자 돌연변이와의 관련성이 확인된 경우도 있다. 진단 과정에서는 실신 등 유사한 증상을 보이는 다른 질환을 배제하고, 알코올 금단이나 전해질 불균형 등 다른 발작 원인이 있는지 확인한다. 이 과정은 뇌 영상을 촬영하거나 혈액 검사를 통해 일부 진행될 수 있다. 뇌전증은 대개 뇌전도 검사(EEG)로 확인하는 것이 일반적이나, 검사 결과가 정상이라고 해서 완전히 배제되는 것은 아니다.
다른 문제로 인해 발생하는 뇌전증은 예방이 가능할 수도 있다. 발작은 약 69%의 사례에서 약물로 조절할 수 있으며, 저렴한 항뇌전증 약물도 종종 이용 가능하다. 약물에 반응하지 않는 경우에는 수술, 신경자극 요법, 또는 식이 요법 변화가 고려될 수 있다. 모든 뇌전증 사례가 평생 지속되는 것은 아니며, 많은 환자가 증상이 개선되어 더 이상 치료가 필요하지 않게 되기도 한다.
2021년 기준으로 전 세계 약 5,100만 명이 뇌전증을 앓고 있는 것으로 추정된다. 이 중 약 80%는 개발도상국에서 발생한다. 2021년에만 14만 건의 사망 사례가 보고되었으며, 이는 1990년의 12만 5천 건에서 증가한 수치이다.  뇌전증은 주로 어린이와 노인에게서 더 흔하게 나타난다. 선진국에서는 신생아와 노인에서 새로 발병하는 경우가 가장 흔하며, 개발도상국에서는 원인 빈도의 차이로 인해 어릴 때와 청소년·젊은 성인 같은 연령대 양극단에서 더 자주 발병한다. 전체 인구 중 약 5~10%는 80세 이전에 유발 요인이 없는 발작을 한 차례 경험할 수 있다. 첫 발작 후 2년 내에 두 번째 발작이 일어날 확률은 약 40% 정도이다. 여러 지역에서 뇌전증 환자는 일정 기간 발작이 없음을 증명하기 전까지 운전에 대한 제한을 받거나 금지될 수 있다.

## 명칭
‘뇌전증’(epilepsy)이라는 단어는 고대 그리스어 “ἐπιλαμβάνειν”에서 유래하였으며, 이는 ‘붙잡다, 사로잡다, 괴롭히다’라는 뜻을 지닌다.
전간(癲癎)이라고도 하며, 과거에는 간질이 정식 명칭으로 사용되었으나, 2009년 6월 7일 대한간질학회에서 용어를 뇌전증으로 바꾸기로 최종 의결하였다. 더 이전에는 지랄병이라고도 했다.
간질 자체가 잘못된 용어는 아니지만 사회적 편견이 심하고, 간질이라는 용어가 주는 사회적 낙인이 심하기 때문에 뇌전증이라는 용어로 변경되었다. 용어는 변경되었으나 뇌전증과 관련해서는 명명법 이외에는 바뀐 것이 없으며 진단과 치료에 실질적인 영향을 주지 않는다.

## 관리
뇌전증은 부분발작인가 전신발작인가에 따른 차이는 있지만 일단 보통 약으로 치료하거나 식이요법으로 적당량의 칼륨이 함유된 음식을 균형있게 섭취한다. 몇몇 사례의 경우 미주신경자극술이나 케톤 식이가 도움이 될 수 있다. 심각한 경우에는 신경외과적 술기를 시행하거나 평생동안 항경련제(브롬화칼륨)로 투약하기도 한다.